# Kinyamaganda
Kinyamaganda är ett vattendrag i Burundi.   Det ligger i provinsen Muyinga, i den nordöstra delen av landet, 130 kilometer öster om huvudstaden Bujumbura.
Omgivningarna runt Kinyamaganda är en mosaik av jordbruksmark och naturlig växtlighet. Runt Kinyamaganda är det ganska tätbefolkat, med 214 invånare per kvadratkilometer.